# Pseudophengodes gracilicornis
Pseudophengodes gracilicornis är en skalbaggsart som beskrevs av Wittmer 1976. Pseudophengodes gracilicornis ingår i släktet Pseudophengodes och familjen Phengodidae. Inga underarter finns listade i Catalogue of Life.